# Elisa Soriano Fisher
Elisa Soriano Fisher (Madrid, 22 d'octubre de 1891 - 3 de desembre de 1964) va ser una oftalmòloga espanyola, que va fundar l'Associació Nacional de Dones Espanyoles (ANME) i que va ser presidenta de la Joventut Universitària Femenina (JUF). Se la considera una figura destacada del sufragi universal i del feminisme associatiu i intel·lectual durant les dècades de 1920 i 1930, fins a l'inici de la Guerra Civil Espanyola.

## Vida
Elisa Soriano Fisher va estudiar diverses carreres. El 1910 va començar a estudiar simultàniament el Batxillerat i Magisteri, i dos anys després es va matricular a la Facultat de Medicina de la Universitat Complutense de Madrid, on fou l'única estudiant dona de la seva promoció. Així, doncs, és coneguda com a mestra i com a metgessa especialitzada en oftalmologia, que escollí perquè era l'especialitat en què ja treballava com a doctora Trinidad Arroyo.
Va treballar des de l'any 1923 en l'Institut d'Oftalmologia de la Beneficència General, mentre que exercia com a metge inspectora d'emigració, ja que l'any 1928 havia guanyat l'oposició de metge de la Marina Civil. És l'única dona amb estudis universitaris fundadora de la ANME (d'orientació centrista i moderada), que és considerada la primera organització feminista espanyola, i estava formada per dones de classe mitjana i alta. Reivindicava els drets civils de la dona, entre els quals la igualtat salarial, l'accés a professions liberals, la desaparició de la discriminació legislativa, entre altres coses), i va ser una gran impulsora de la JUF, associació que va arribar a presidir.
La Joventut Universitària Feminista es va constituir l'any 1920 (sorgida de la ANME) i estava integrada en la International Federation of University Women (IFUW), que l'any 1928 va celebrar el seu XII Congrés a Espanya.
En aquest mateix any es funda l'Associació de Metgesses Espanyoles, passant a ser Elisa Soriano la seva representant als congressos de la Medical Women's International Association en els anys 1928 i 1929.
Són totes aquestes iniciatives les que han fet que sigui considerada com una important representant del feminisme independent (moviment que aglutinava dones, independentment de la seva inclinació política) dels primers anys del segle XX.
Va dirigir la Residencia de Señoritas de Madrid, al costat de María de Maeztu, que també va ser cofundadora de la JUF.

## Reconeixement i memòria
El 1962 va rebre la Medalla de la Ciutat de Madrid. Un institut d'ensenyament mitjà de Getafe (Madrid) porta el seu nom.